# Saison 2010 des Reds de Cincinnati
La Saison 2010 des Reds de Cincinnati est la 129e saison en ligue majeure pour cette franchise. Avec 91 victoires et 71 défaites, les Reds remportent la Division centre de la Ligue nationale. La saison s'achève en séries éliminatoires au premier tour contre les Phillies de Philadelphie (3-0).

## Intersaison

### Arrivées

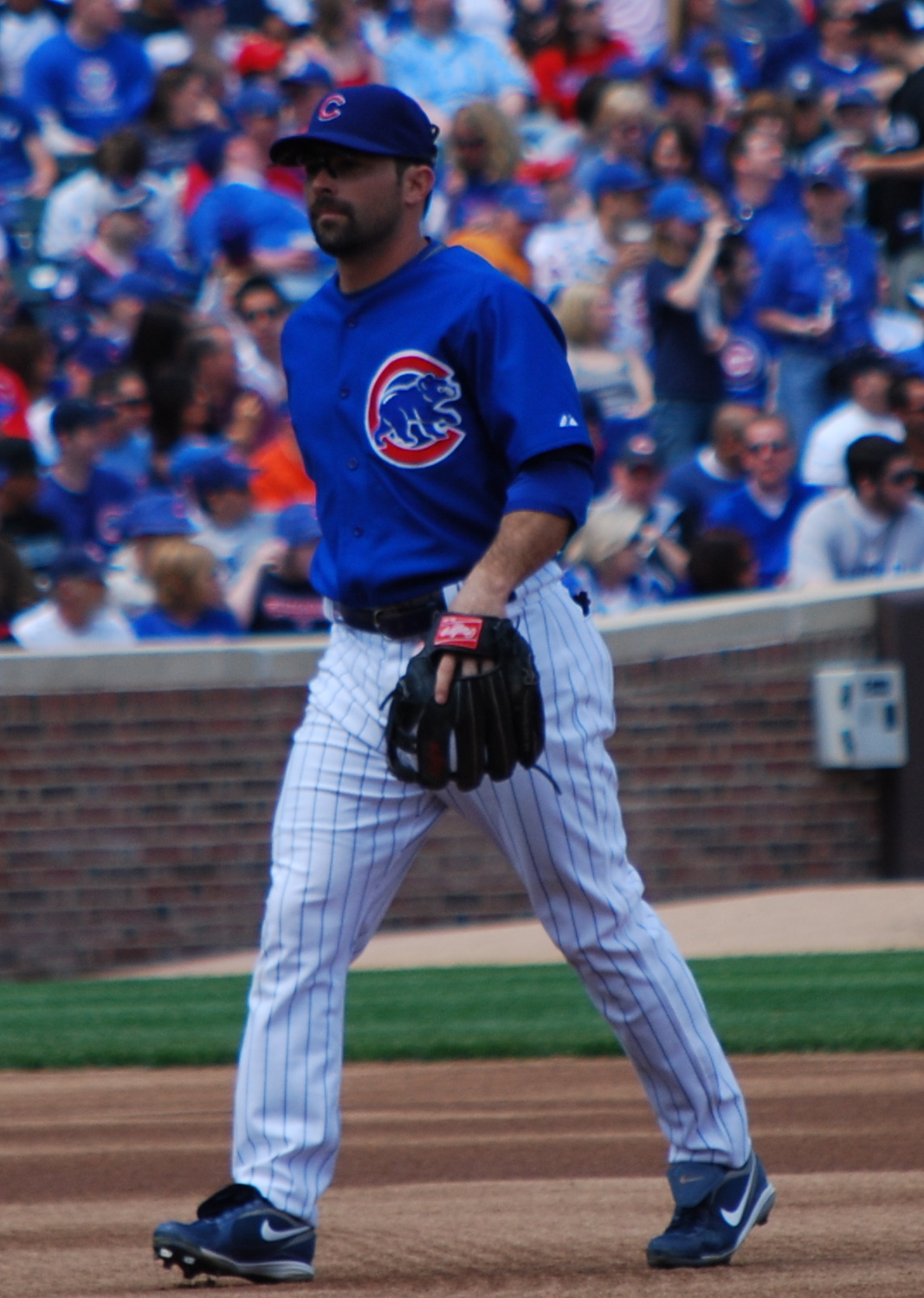
Aaron Miles passe des Cubs aux Reds.

- Aroldis Chapman. Le 11 janvier 2010, les Reds de Cincinnati annoncent la mise sous contrat d'Aroldis Chapman pour six ans. Le contrat est estimé à 30 millions de dollars[1].
- Orlando Cabrera
- Aaron Miles

### Cactus League
32 rencontres de préparation sont programmées du 5 mars au 3 avril à l'occasion de cet entraînement de printemps 2010 des Reds.
Avec 12 victoires et 16 défaites, les Reds terminent 11e de la Cactus League et enregistrent la 13e performance des clubs de la Ligue nationale.

## Saison régulière

### Classement
| Ligue nationale (Division Centrale) | V  | D   | %    | GB |
| ----------------------------------- | -- | --- | ---- | -- |
| Reds de Cincinnati                  | 91 | 71  | .562 | -  |
| Cardinals de Saint-Louis            | 86 | 76  | .531 | 5  |
| Brewers de Milwaukee                | 77 | 85  | .475 | 14 |
| Astros de Houston                   | 76 | 86  | .469 | 15 |
| Cubs de Chicago                     | 75 | 87  | .463 | 16 |
| Pirates de Pittsburgh               | 57 | 105 | .352 | 34 |

### Résultats
| Légende           | Légende          | Légende       |
| victoire des Reds | défaite des Reds | match reporté |
| ----------------- | ---------------- | ------------- |

## Séries éliminatoires

### Série de division
| # | Date       | Adversaire | Score | Vic.            | Déf.          | Sauv.     | Affluence | Bilan |
| - | ---------- | ---------- | ----- | --------------- | ------------- | --------- | --------- | ----- |
| 1 | 6 octobre  | @ Phillies | 0 - 4 | Halladay (1–0)  | Volquez (0–1) |           | 46 411    | 0-1   |
| 2 | 8 octobre  | @ Phillies | 4 - 7 | Contreras (1–0) | Chapman (0–1) | Lidge (1) | 46 511    | 0-2   |
| 3 | 10 octobre | Phillies   | 2 - 0 | Hamels (1–0)    | Cueto (0–1)   |           | 44 599    | 0-3   |